# 三宅村消防本部
三宅村消防本部（みやけむらしょうぼうほんぶ）は、東京都三宅村の消防部局（消防本部）。

## 管内の情報
- 管内の人口 : 2,233人

2020年（令和2年）10月1日現在。
- 管内の面積 : 55.26km2

2020年（令和2年）7月1日現在

## 沿革
- 1971年（昭和46年）4月1日 : 三宅村消防本部が設置される[1][5]。
- 1972年（昭和47年）2月 : 消防本部に救急車が配置される[5]。
- 1973年（昭和48年）2月 : 消防本部に無線局が開設される[5]。
- 2000年（平成12年）
  - 6月
    - 26日 : 三宅島が噴火する恐れがあるとして気象庁が「緊急火山情報」を発表し、三宅村が避難勧告を行う。
    - 27日 : 三宅村消防本部・消防団と警察、東京消防庁の応援部隊が連携し、ヘリコプターでの救援物資の搬送、一時帰宅の支援等を行う。

  - 8月29日 : 再び東京消防庁の応援部隊が現地に派遣され、三宅村消防本部などと連携し救急搬送や島民の島外避難の支援等を行う。
- 2002年（平成14年） 4月5日 : 三宅村消防本部が中央診療所に移設される。

## 組織
- 消防長（消防司令長）
  - 消防次長
    - 管理係
    - 予防係
    - 消防救急係
    - 空港消防係

2019年（平成31年）4月1日現在